# Маренго (Індіана)
Маренго (англ. Marengo) — місто (англ. town) в США, в окрузі Кроуфорд штату Індіана. Населення — 829 осіб (2020).

## Географія
Маренго розташоване за координатами 38°22′17″ пн. ш. 86°20′40″ зх. д. / 38.37139° пн. ш. 86.34444° зх. д. (38.371346, -86.344353).  За даними Бюро перепису населення США в 2010 році місто мало площу 2,01 км², уся площа — суходіл.

## Демографія
Згідно з переписом 2010 року, у місті мешкало 828 осіб у 354 домогосподарствах у складі 213 родин. Густота населення становила 413 особи/км².  Було 408 помешкань (203/км²).
Расовий склад населення:
| - 95,4 % — білих - 0,8 % — корінних американців - 0,5 % — вихідців з тихоокеанських островів - 0,1 % — чорних або афроамериканців |

До двох чи більше рас належало 2,7 %. Частка іспаномовних становила 2,1 % від усіх жителів.
За віковим діапазоном населення розподілялося таким чином: 26,7 % — особи молодші 18 років, 58,8 % — особи у віці 18—64 років, 14,5 % — особи у віці 65 років та старші. Медіана віку мешканця становила 36,2 року. На 100 осіб жіночої статі у місті припадало 91,7 чоловіків;  на 100 жінок у віці від 18 років та старших — 89,1 чоловіків також старших 18 років.
Середній дохід на одне домашнє господарство  становив 32 524 долари США (медіана — 23 929), а середній дохід на одну сім'ю — 37 274 долари (медіана — 28 750). Медіана доходів становила 33 194 долари для чоловіків та 28 214 долари для жінок. За межею бідності перебувало 39,1 % осіб, у тому числі 56,3 % дітей у віці до 18 років та 26,3 % осіб у віці 65 років та старших.
Цивільне працевлаштоване населення становило 297 осіб. Основні галузі зайнятості: виробництво — 24,9 %, освіта, охорона здоров'я та соціальна допомога — 23,2 %, роздрібна торгівля — 15,8 %.